# Elihu Root
Elihu Root (n. 15 februarie 1845, Clinton⁠(d), Oneida, New York, SUA – d. 7 februarie 1937, New York City, New York, SUA) a fost un politician american, Secretar de Stat al Statelor Unite între 1905 și 1909.